# Információelmélet
Az információelmélet az információval, mint az új ismeretté értelmezett adattal foglalkozó matematikai illetve hírközlési tudományterület. Főként az információ keletkezésével, struktúrájával, kezelésével, tárolásával, elérésével és továbbításával foglalkozik. Az információelmélet ezenkívül tanulmányozza az információ különböző felhasználását, az információs rendszereket. Az információelmélet megalapítói Samuel Morse (inkább előfutár), később Claude Shannon matematikus, hírközlési szakember.
Az információelmélet az elektromos hírtovábbítás kutatása során jött létre 1948 körül. Alapítói Claude Shannon, Norbert Wiener és Andrej Nyikolajevics Kolmogorov. Az információ latin eredetű szó, amely értesülést, hírt, üzenetet, tájékoztatást jelent. Az információelmélet szerint azonban az üzenet nem azonos az információval. Az átvitt adatmennyiség információtartalma attól függ, hogy a vétel helyén mennyire szünteti meg a bizonytalanságot. Például az alábbi hiányos sürgöny információtartalma attól függ, hogy naponta hány vonat jön: "Holnap érkezem, a …… órás vonattal, Károly." Ha csak egy vonat érkezik, a bizonytalanság megszűnt, ha viszont naponta sok vonat jár, nagy a bizonytalanság, az üzenet információtartalma kicsi.